# Henri Jaspar

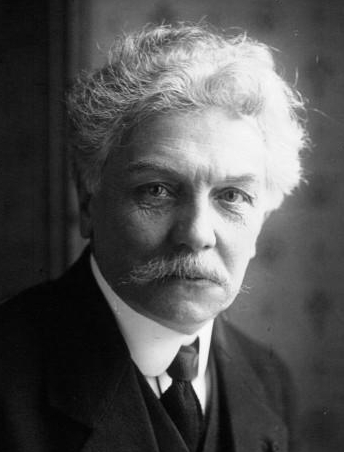
Henri Jaspar (1921)

Henri Jaspar (* 28. Juli 1870 in Schaarbeek; † 15. Februar 1939 in Saint-Gilles/Sint-Gillis) war ein belgischer katholischer Politiker und Premierminister.

## Leben
Jaspar entstammte einer alten belgischen Patrizierfamilien.
Nach dem Studium der Rechtswissenschaften promovierte er zum Doctor iuris.
Von 1919 bis 1936 war er Mitglied der Abgeordnetenkammer und vertrat dort die Interessen der Katholieke Partij des Arrondissements Lüttich.
Nach dem Ende des Ersten Weltkriegs war er von November 1918 bis November 1920 Wirtschaftsminister im Kabinett Léon Delacroix. Als solcher reorganisierte er mit einigem Erfolg Industrie und Handel. Darüber hinaus war er 1920 kurzzeitig Innenminister. In den Kabinetten von Henri Carton de Wiart und Georges Theunis war er von 1920 bis 1924 Außenminister. In diesem Amt gelang ihm der Beitritt Belgiens zum Völkerbund sowie der Vertretung beim Internationalen Gerichtshofes in Den Haag. Anschließend wurde ihm der königliche Ehrentitel eines „Staatsministers“ verliehen. Darüber hinaus war er maßgeblich am Zustandekommen des Belgisch-Luxemburgischen-Wirtschaftsabkommens von 1921 beteiligt. Ferner war er Mitglied der belgischen Delegation zur Verhandlung des Dawes-Plans 1924, der die Reparationszahlungen Deutschlands nach dem Ersten Weltkrieg regelte.
Am 20. Mai 1926 wurde er als Nachfolger von Prosper Poullet selbst Premierminister einer Koalitionsregierung aus Mitglied der Katholieke Partij, Sozialistischen Partei sowie der Liberalen Partei.
Während seiner bis zum 6. Juni 1931 dauernden Amtszeit war er zeitweise zusätzlich Innenminister und Minister für Volksgesundheit (1926 bis 1927), Minister für die Kolonien (1927 bis 1929 sowie 1930 bis 1931) und erneut Innenminister (1931).
Während seiner Amtszeit begann bereits die Weltwirtschaftskrise, die auch in Belgien zu einer schweren Wirtschafts- und Finanzkrise führte. Jaspar versuchte dieser Krise durch Geldabwertung, der Schaffung neuer Steuern, der Umwandlung öffentlicher Schulden, der Verstaatlichung der Eisenbahn und der Finanzierung öffentlicher Arbeiten entgegenzuwirken. Diese Bemühungen führten jedoch nur bis zum Schwarzen Freitag am 25. Oktober 1929 zu einer Revitalisierung der Wirtschaft.
Im Kabinett von Charles de Broqueville war er vom 22. Oktober 1932 bis zum 20. November 1934 Finanzminister sowie 1934 kurzzeitig Außenminister.
1939 wurde er zur Bildung einer Regierung gebeten, die jedoch an der Ablehnung der Sozialistischen Partei zum Eintritt in diese Regierung scheiterte. Sechsunddreißig Stunden darauf verstarb Jaspar.
Neben seinen politischen Aufgaben war er 1924 bis 1939 Präsident des Kinderschutzbundes.
Sein acht Jahre jüngerer Bruder Jules Jaspar (1878–1963) war in der Résistance aktiv.

## Ehrungen
Zu seinem 25. Todestag gab die belgische Post 1964 eine Sondermarke heraus.